# Trichocolletes eremophilae
Trichocolletes eremophilae är en biart som beskrevs av Houston 1990. Trichocolletes eremophilae ingår i släktet Trichocolletes och familjen korttungebin. Inga underarter finns listade i Catalogue of Life.

## Bildgalleri

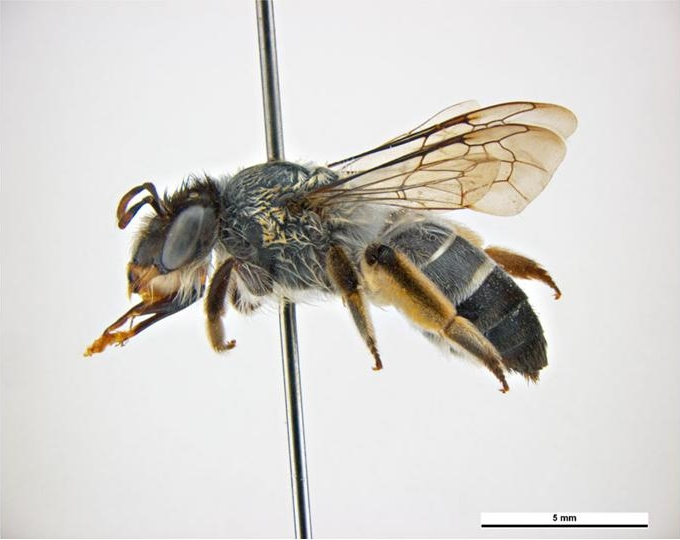
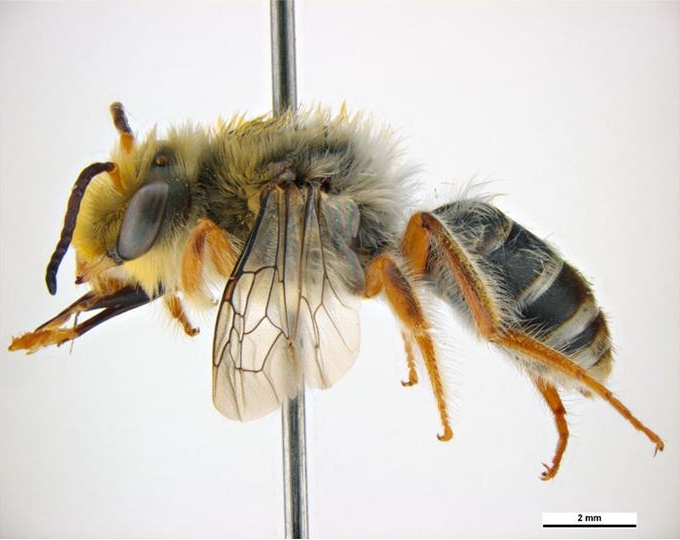